# Волосся

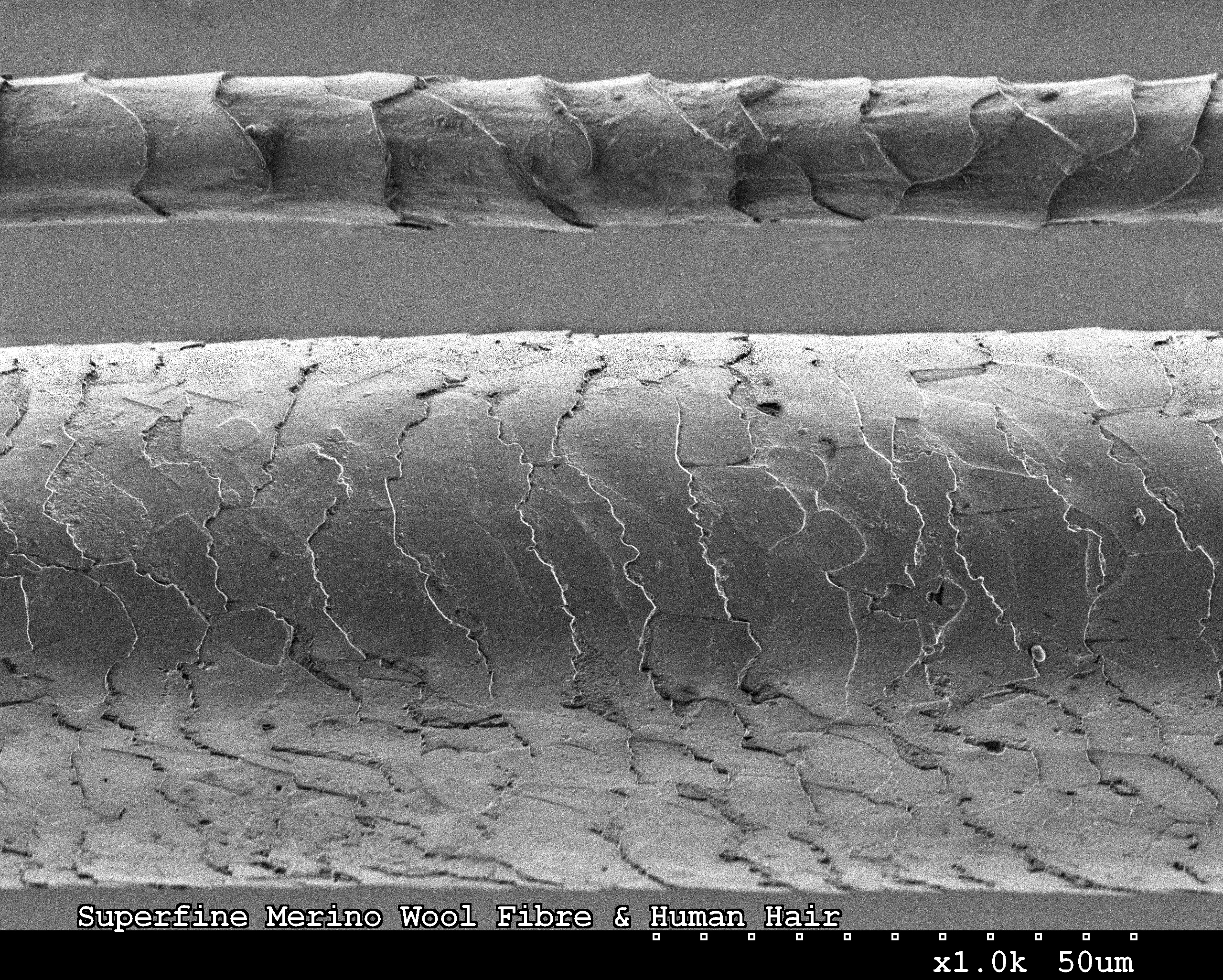
Волокно мериноса (згори) та людська волосина (знизу)

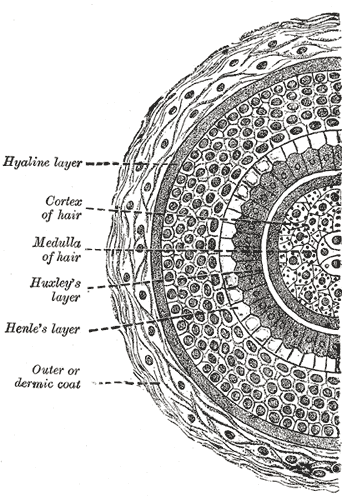
Структура волосини

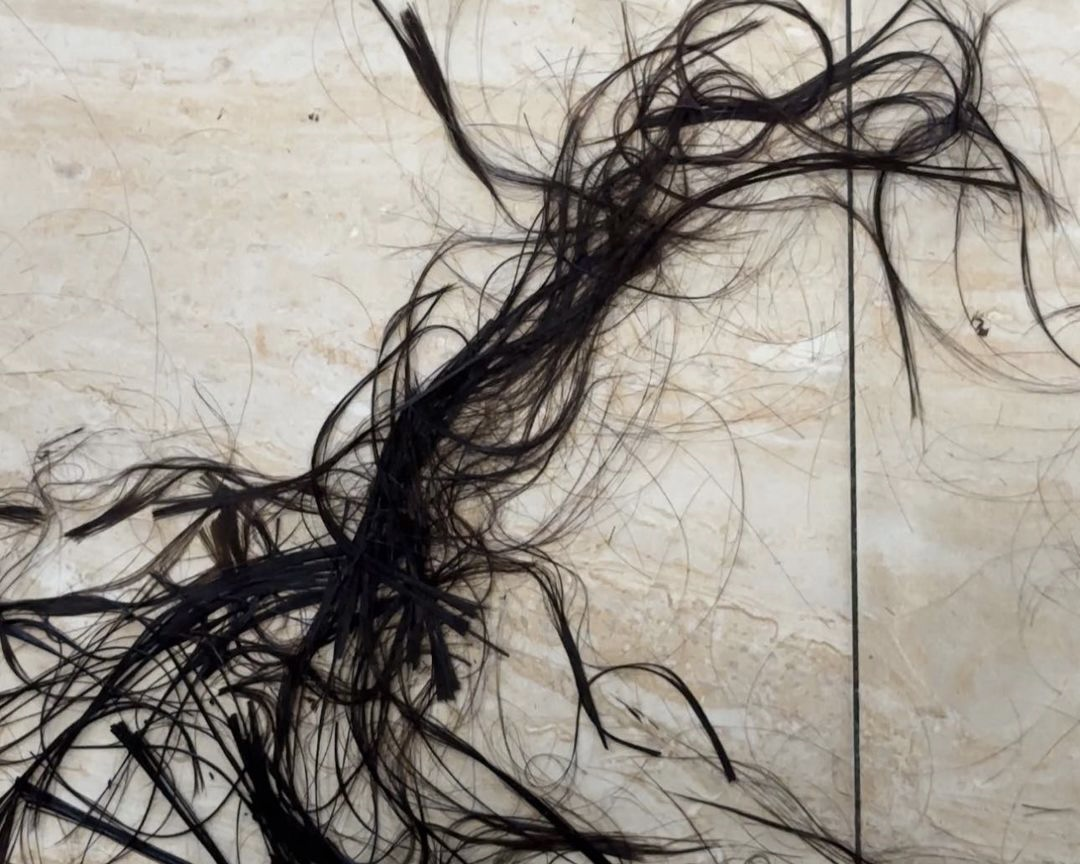
Волосся

Воло́сся (лат. pili) — складова частина захисного покриву, яка є тільки у ссавців. Становить волосяний покрив шкіри та захищає її від ушкодження й охолодження. 
Волосся буває покривне (шерсть), пухове (підшерстя) і чутливе (вібриси). У ссавців волосяний покрив називається шерстю. Густий волосяний покрив деяких ссавців (переважно овець, кіз тощо), що використовується як сировина в текстильній промисловості, зазвичай називають вовною. Волосяний покрив родин куницевих і зайцеподібних, а також деяких видів гризунів і псових зазвичай називають хутром. Так зване «волосся» (trichomes) також знайдене на рослинах. 

## Зовнішній вигляд
Волосся — похідний елемент шкіри, який у людини відіграє переважно косметичну роль. У людини волосся поділяється на довге, щетинкове і пушкове:
- Довге волосся локалізоване на голові, під пахвами, на лобку; у чоловіків це також борода і вуса.
- Щетинкове волосся — це брови, вії. Воно також розміщене в присінку носової порожнини і в зовнішньому слуховому ході.
- Пушкове волосся, за деякими винятками покриває все тіло людини.

### Антропометрія
За термінами антропометрії волосся поділяється на первинний, вторинний і третинний волосяний покрив:
- Первинний (зародковий) — з'являється на четвертому місяці й інтенсивно розвивається до восьмого місяця ембріонального розвитку. Спочатку закладається волосся в області надбрів'я, на чолі й на верхній губі. Вони м'які, слабопігментовані й покривають усе тіло зародка, окрім долонь, підошов, повік, області сосків і пупка.
- Вторинний — до моменту народження первинний покрив зникає, змінюючись вторинним, або дитячим, волосяним покривом. Він представлений тонкими світлими волосинками, які покривають певні області тіла (спину, зовнішню поверхню кінцівок). Волосся голови, брів і вій, які належать до вторинного волосяного покриву, відрізняються більшою товщиною.
- Третинний — до початку статевої зрілості на певних ділянках з'являється третинний, або термінальний, волосяний покрив: волосся в області лобка, у пахвових западинах, а в чоловіків також на животі, грудях і на обличчі (борода й вуса).

Довжина волосся буває від кількох міліметрів до метрів (рекорд 562,7 см), товщина від 0,005 до 0,5 мм. Товщина волосся на голові залежить від його кольору: у блондинів вона близька до 50 мкм, у брюнетів — майже 75 мкм, у рудих — до 100 мкм. Кожна волосина має стрижень і корінь. Стрижень волосини випинається над поверхнею шкіри, корінь утоплений в епідерміс і дерму.

## Будова волосся

1 - волосина, 2 - шкіра, 3 - корінь, 4 - сальна залоза, 5 - фолікул

Росте волосся з фолікулів. Волосина складається з ороговілої частини, або стрижня, який піднімається над шкірою, та кореня, який схований у волосяний мішечок — цибулину.
З’єднувальна оболонка — фолікул складається із колагенових, еластичних волокон та аморфної міжклітинної речовини, яка має кровоносні судини та нерви. З’єднувальна оболонка в глибині утворює сосочок волосини, на котрому знаходиться волосяна цибулина. До сосочка підходять судини та нерви.
До волосяного фолікулу (крім брів, вій, носа та волосся навколо губ) підходить під гострим кутом м’яз, який піднімає волосину. Сальна залоза знаходиться в трикутнику між м’язом, який піднімає волосину, та фолікулом. Скорочування м’яза приводить до спорожнювання сальної залози і виходу секрета. Шкіряне сало змащує шкіру та волосину і цим надає їм пружності, оберігає від вологи, висушування, механічних та інших шкідливих впливів.
Кожна волосина від кореня до зовнішнього кінця утворена із трьох шарів: кутикули, коркової та мозкової речовини.
Кутикула — зовнішня оболонка волосини являє собою ороговілі клітини, які прилягають одна до одної, як черепиця. На здоровому волоссі клітини кутикули щільно прилягають одна до одної. Але якщо вони з яких-небудь причин починають настовбурчуватися, то волосся стає тьмяним, ламким, починає сіктися, зачіска втрачає об’єм.
Коркова речовина — головна частина волосини. Клітини цього шару в основному забезпечують виростання волосся. У корковому шарі містяться також пігментні клітини — меланоцити, які відповідають за колір та відтінок волосся.
Мозкова речовина займає середину стрижня волосини. Особливо його багато в сивому та дуже світлому волоссі. Численні порожнини в мозковому просторі забезпечують теплозахист.
Волосся складається в основному із кератину — особливої білкової речовини, яка містить у собі 4–5 % сірки, 20 % азоту, 17 % цистину, а також фосфор, цинк, натрій, кальцій, магній, залізо, марганець та мідь. 
За колір волосся відповідає пігмент меланін, який виробляється в спеціальних клітинах цибулини — меланоцитах, а поруч клітини кераноцити синтезують білок — основний будівельний матеріал волосся. Потім пігмент з’єднується з білком, і волосина народжується на світ уже пофарбованою. Це відбувається в плоді ще в утробі матері на четвертому-п’ятому місяці вагітності. А потім у дорослої людини налічується від 100 тисяч до 1 мільйона волосин.
Колір волосся залежить від того, яку саме різновидність меланіну виробляє організм. Варіантів тільки два: якщо це сумеланін, волосся буде чорного або каштанового кольору; феомеланін забезпечить руді або світло-жовті, блондинисті відтінки. Інтенсивність кольору залежить від кількості пігментів.

## Розвиток волосся
Розвиток волосся проходить три фази. У першій фазі, яка триває від двох до семи років, воно швидко росте (взимку швидкість росту збільшується). У другій фазі протягом декількох тижнів ріст волосся припиняється. В останню, третю, фазу, яка триває в середньому три місяці, волосина може випасти сама або може бути видалена з мінімальним зусиллям. Без стороннього втручання волосина випаде тоді, коли під нею починає рости нова. 
Протягом життя людини з кожного фолікула може вирости 20–30 нових волосин. Термін життя волосся становить в середньому 2–7 років. Це залежить від здоров’я людини, від того, як харчується і як вона дбає про своє волосся. У волосся, яке вибілювалося, піддавалося хімічній завивці, часто розчісувалося від кінців до коріння, лусочки не будуть лежати рівно, волосся зтьмяніє, втратить пружність. Сальні залози не зможуть після такого оброблення змащувати усе волосся до кінця, тому волосини на кінцях робляться ламкими і посіченими.
У житті волосся розрізняють такі три стадії: стадія росту (анагена), стадія перехідна (катагена), стадія спокою (телогена). Нормально, якщо 85–90 % волосся знаходиться в стадії анагену, 9–14 % — телогену і лише 1 % — у стадії катагену. У підлітковому та зрілому віці волосся знаходиться в стані фізіологічної зміни. У жінок волосся на голові росте швидше, ніж у чоловіків; період змін довгого волосся в чоловіків значно коротше, ніж у жінок (від шести місяців до двох років), тому вони втрачають його раніше і в більшій кількості, ніж жінки.
Крім того, волосся в чоловіків регенерується швидше, ніж у жінок (90–100 та 144–147 днів відповідно). Швидкість росту волосся значно зменшується між 50 та 60 роками.
Волосся на голові більше випадає, ніж на інших ділянках тіла, тому що частіше знаходиться в аногенній фазі та більш щільного розповсюдження (до 600 фолікулів на 1 см²). Найшвидше відростає волосся брів (64 доби після вищипування до появи на поверхні шкіри) та бороди (92 доби).
У здорових чоловіків інтенсивність росту волосся на маківці (там, де з’являється лисина) слабкіша — це є наслідок того, що в цьому місці анагенова фаза волосся коротша.
Посивіння волосся найчастіше є ознакою та прямим наслідком старіння організму. У біологічному ж понятті втрата кольору — це зниження функції меланоцитів. Поступово зменшується, a потім зовсім втрачається активність ферменту тирозинази — незамінного учасника процесу вироблення меланіну. Час початку цього процесу закладено генетично: в європейців воно вперше з’являється у віці 34 ± 10 років, у азіатів — у 30-34 роки, а в негроїдної раси у 43 ± 10 років.

## Фізичні властивості
До основних механічних властивостей волосся відносять їх пружність та жорсткість.
Маючи пружність, волосся може витримувати дії, які спрямовані на зміну його форми, об’єму та довжини і відновлюватися, коли дія сили закінчується. На пружність волосся впливають — вологість, температура та УФ-випромінювання.
Жорсткість волосся — це його опір вигину При підвищенні вологості діаметр волосся зростає. Поступовим розтяжінням сухе волосся може бути подовжено на 20-30 %, а змочене в холодній воді — навіть на 100 %, але при цьому його товщина та міцність зменшуються.
Клітини кутикули волосся не з’єднані між собою, тому можуть легко переміщуватися одна відносно одної. Груба поверхня цих клітин робить волосся стійким до тертя.